# 前368年
| 千纪： | 前1千纪 |
| 世纪： | 前5世纪 \| 前4世纪 \| 前3世纪 |
| 年代： | 前390年代 \| 前380年代 \| 前370年代 \| 前360年代 \| 前350年代 \| 前340年代 \| 前330年代                                                                                       |
| 年份： | 前373年 \| 前372年 \| 前371年 \| 前370年 \| 前369年 \| 前368年 \| 前367年 \| 前366年 \| 前365年 \| 前364年 \| 前363年                                                         |
| 纪年： | 周顯王元年 魯共公十五年 田齊桓公七年 晉孝公二十一年 趙成侯七年 魏惠王二年 韓共侯六年 秦獻公十七年 楚宣王二年 宋剔成君二年 衛聲公五年 燕後桓公五年 越王無余五年 中山桓公十三年 |

## 大事记
- 齊国攻魏国，取觀津（今河北省武邑县）。
- 趙国侵齊国，取長城（今山東省中部），与韩国攻打东周。
- 秦獻公師隰封公子向為藍田君。
- 魏国大夫王错出奔韩国。

## 逝世
- 亚历山大二世 (马其顿)，马其顿国王（公元前370年－前368年在位）